# 2147 Kharadze
2147 Kharadze (1976 US) là một tiểu hành tinh vành đai chính được phát hiện ngày 25 tháng 10 năm 1976 bởi R. M. West ở La Silla.